# NGC 7062
NGC 7062 (другое обозначение — OCL 205) — рассеянное скопление в созвездии Лебедь.
Этот объект входит в число перечисленных в оригинальной редакции «Нового общего каталога».